# Polycirrus norvegicus
Polycirrus norvegicus är en ringmaskart som beskrevs av Wollebaek 1912. Polycirrus norvegicus ingår i släktet Polycirrus, och familjen Terebellidae. Inga underarter finns listade i Catalogue of Life.